# Кульда, Бенеш Метод
Бенеш Метод Кульда (чеш. Beneš Metod Kulda, 16 марта 1820, Иванчице — 6 мая 1903, Прага) — моравский писатель

-патриот (будитель), священник, этнограф и публицист.
Автор религиозно-поучительных книг и этнографических трудов. Из последних в научном отношении ценны:
- Moravské narodni pohadky, povesti, obyčeje a pověsti. — Прага, 1874—1875.
- Svadba v nàrodě českoslovanském ći svadebny obyčeje, řeči, promluvy, připitky. — Изд. 3-е. — Ольмюц, 1875.